# Tiroler Almkäse
Le tiroler almkäse, ou tiroler alpkäse est un fromage autrichien fabriqué dans le Tyrol. Il s'agit d'un fromage à pâte pressée cuite au lait de vache cru. Il est protégé par une appellation d'origine protégée depuis 1997.

## Description
Le tiroler almkäse se présente sous forme de meule pesant de 30 kg à 60 kg. Les meules sont ont une croute ferme, lisse et de couleur jaune, qui peut parfois être recouverte d'une pellicule de graisse séchée. La pâte est souple ou ferme selon l'affinage, de couleur jaune clair ou ivoire. Il peut y avoir quelques trous dans la pâtes, de la taille d'un petit pois.
Le tiroler almkäse a une teneur en matière grasse d'au moins 45% sur extrait sec.

## Nom
Le fromage peut être désigné sous les noms d'Almkäse  ou d'Alpkäse (les deux signifiant fromage d'alpage en Allemand). Le terme Alpkäse est plus utilisé l'Oberland tyrolien, à l'ouest d'Innsbruck, tandis que le terme d'Almkäse  est utilisé dans l'Unterland tyrolien. Les noms tiroler almkäse et tiroler alpkäse sont tous les deux protégés par une même appellation d'origine protégée.

## Fabrication
Le lait doit être récolté et provenir de vaches élevés dans le land du Tyrol en Autriche. Il s'agit d'un fromage d'alpage, qui n'est donc produit que durant la période où les vaches paissent dans les alpages, soit de 90 jours à 120 jours par an. Le lait, cru, est d'abord caillé par ajout de présure de veau, puis décanté après un premier découpage grossier. Vient ensuite un découpage plus fin du caillé et un chauffage à une température entre 50°C et 54°C. Le caillé est ensuite pressé puis affiné de 4 mois et demi à 6 mois.